# Naviculavolva
Naviculavolva is een geslacht van weekdieren uit de klasse van de Gastropoda (slakken).

## Soorten
- Naviculavolva debelius Lorenz & Fehse, 2011
- Naviculavolva deflexa (G. B. Sowerby II, 1848)
- Naviculavolva elegans Fehse, 2009
- Naviculavolva kurziana (Cate, 1976)
- Naviculavolva malaita (Cate, 1976)
- Naviculavolva massierorum (Fehse, 1999)